# فرد ويكفيلد
فرد ويكفيلد (بالإنجليزية: Fred Wakefield)‏ هو لاعب كرة قدم أمريكية أمريكي، ولد في 17 سبتمبر 1978 في توسكولا في الولايات المتحدة.

## وصلات خارجية
- فرد ويكفيلد على موقع مرجع كرة القدم المحترفة.كوم (الإنجليزية)